# 清水港

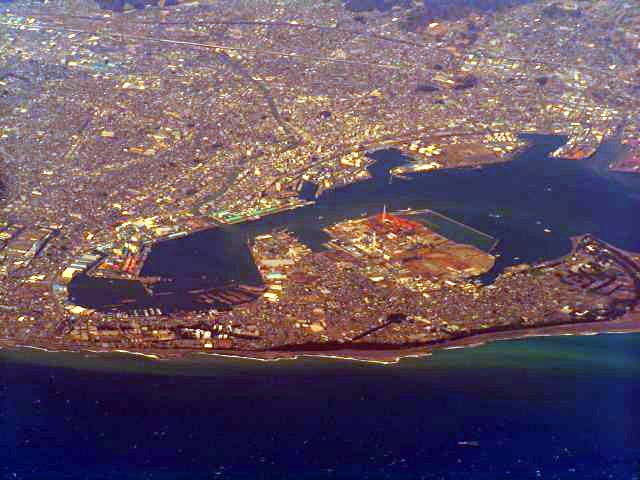
航空機から見た清水港

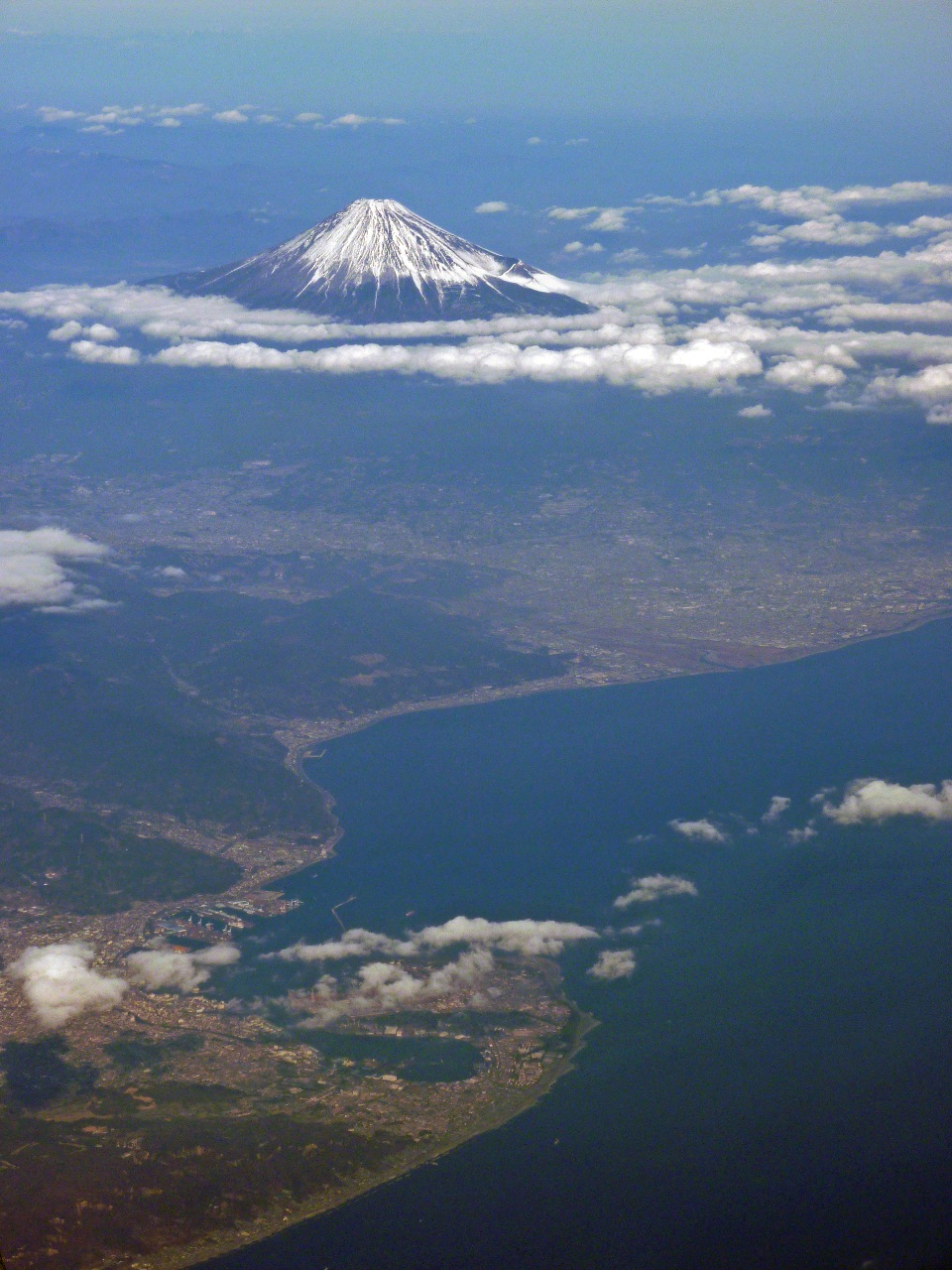
上空から見た清水港と富士山

清水港（しみずこう）は、静岡県静岡市清水区にある、駿河湾に面した港湾である。港湾管理者は静岡県。港湾法上の国際拠点港湾、中核国際港湾、さらに港則法上の特定港にも指定されている。

## 概要
駿河湾と富士山を仰ぎ、三保の松原に囲まれた美しい港で外国船員の人気も高く、長崎港、神戸港とともに「日本三大美港」の一つに数えられている。このためクルーズ客船の寄港も多い。また、その景観を活かして近年は「市民の憩いの場」、および「観光の場」として公園やヨットハーバー及び大型観光商業施設等の施設整備、さらに「みなと色彩計画」により、富士山など周囲の景観に調和する青を基調とした港湾整備も進められている。「清水港・みなと色彩計画」は、国土交通省手づくり郷土賞平成18年度（地域活動部門）を受賞している。平成27年には同賞大賞を受賞。
日の出埠頭付近には城壁をイメージした自然石の回廊を配した公園も整備されている。貿易一辺倒の港から観光港としての比重が高まっている。
現在、横浜港、名古屋港といった国内一、二を争う大港湾に挟まれ厳しい競争にさらされている。これに対し、海外定期航路の更なる誘致、コンテナターミナルの拡充・整備をしつつ、24時間荷役体制、港湾利用料金を五大港以下とするなどの努力により荷主の利用拡大を図っている。また、内陸や日本海側に通じる中部横断自動車道の整備が進められているため、山梨県、長野県方面の荷主の獲得を目指している。
なお、2020年ごろから興津川の河口部を含む周辺にミナミハンドウイルカの群れが回遊または定着しており、近年は不定期ながら観光資源への利用（イルカウォッチング）への試みが行われている。

## 歴史
663年、「やまとの国の救将 廬原君臣 健児（兵士）万余を率いて（清水湊を出て）海を越えて百済（くだら）に至らむ（＝朝鮮白村江の戦い）」。これが清水港が史書（『日本書紀』）に出てくる最初である。
戦国時代の16世紀には駿河に侵攻した武田氏の水軍基地となり、その後、徳川家康も水軍の拠点とした。また、駿府城の築城や補修の資材が清水湊から巴川を遡り運搬された。江戸時代に入ると、駿河をはじめ甲斐（現在の山梨県）、信濃（現在の長野県）の江戸幕府領地からの年貢が富士川沿いの鰍沢河岸、岩淵河岸に集められ、ここからカントクと呼ばれた馬力により蒲原へ、そこから小型船で清水湊に送られ、大型船に積み替えられて江戸へ回送された。また赤穂の塩など西国から江戸への物資の中継基地でもあった。
明治に入り、幕府より許可されていた廻船問屋42軒の特権が剥奪されると一旦は寂れるが、1899年（明治32年）8月4日に開港場に指定されると、茶を扱う外国商社が多く置かれ、第二次世界大戦前は茶の主要輸出港として栄えた。
1931年（昭和6年）、東京航空輸送社が水上旅客機を使用して羽田-清水間の旅客輸送を開始（清水側の離着陸地を「清水港」とする新聞記事あり）。
1935年（昭和10年）7月11日、静岡地震が発生。3000トン級の岸壁が前のめりになって崩壊。一号上屋は倒壊し、二号上屋は半壊、三号上屋は亀裂が走るなど大きな被害を受けた。清水魚市場も製氷倉庫も倒壊した。
戦後の1952年（昭和27年）に特定重要港湾（現・国際拠点港湾）の指定を受けると共に、静岡県の産業発展を背景に清水港も規模を拡大し、現在では二輪自動車・自動車部品・機械類などの輸出港として、またボーキサイト（アルミの原鉱）・液化天然ガス等の輸入港として国際貿易港としては中枢国際港湾に次ぐ位置を占める。紅茶の輸入量は日本一である。
1957年（昭和32年）10月26日、第12回国民体育大会開催に合わせて昭和天皇、香淳皇后が清水港に行幸啓。大漁旗や万国旗などで満船飾とした、静岡県下の遠洋漁船が集結して出迎えた。
1984年（昭和59年）4月1日に廃線となった国鉄清水港線の清水港駅跡地に、官民共同のウォーターフロント再開発事業の一環として、1999年（平成11年）10月8日に「エスパルスドリームプラザ」が開業、同時に隣接した沿岸部には「清水マリンパーク」が整備される。その後、周囲は段階的に拡張整備が行われている。
2017年（平成29年）7月26日には、国土交通大臣により、港湾法第2条の3で定める国際旅客船拠点形成港湾に指定されている。
2018年（平成30年）6月、JR清水駅東口広場から清水魚市場 河岸の市にかけてのエリアが、みなとオアシス（みなとオアシスまぐろのまち清水）に登録。
2021年]（令和3年）8月31日、国土交通省が産直港湾に認定。

## 清水魚市場
JR清水駅東口付近（江尻地区）にある清水魚市場（卸売市場）に併設されている商業施設「清水魚市場 河岸の市」が、少し南方（日の出地区）にある商業施設「エスパルスドリームプラザ」と並んで清水港の観光の目玉となっており、「清水駅東口広場」と共にみなとオアシス（みなとオアシスまぐろのまち清水）として登録されている。
清水駅東口広場では、毎年10月に「清水港マグロまつり」が開催されている。
- みなとオアシスまぐろのまち清水
  - 清水駅東口広場
  - 清水魚市場 河岸の市
    - まぐろ館 - 飲食施設。
    - いちば館 - 物販施設。

## 日の出ドリームパーク

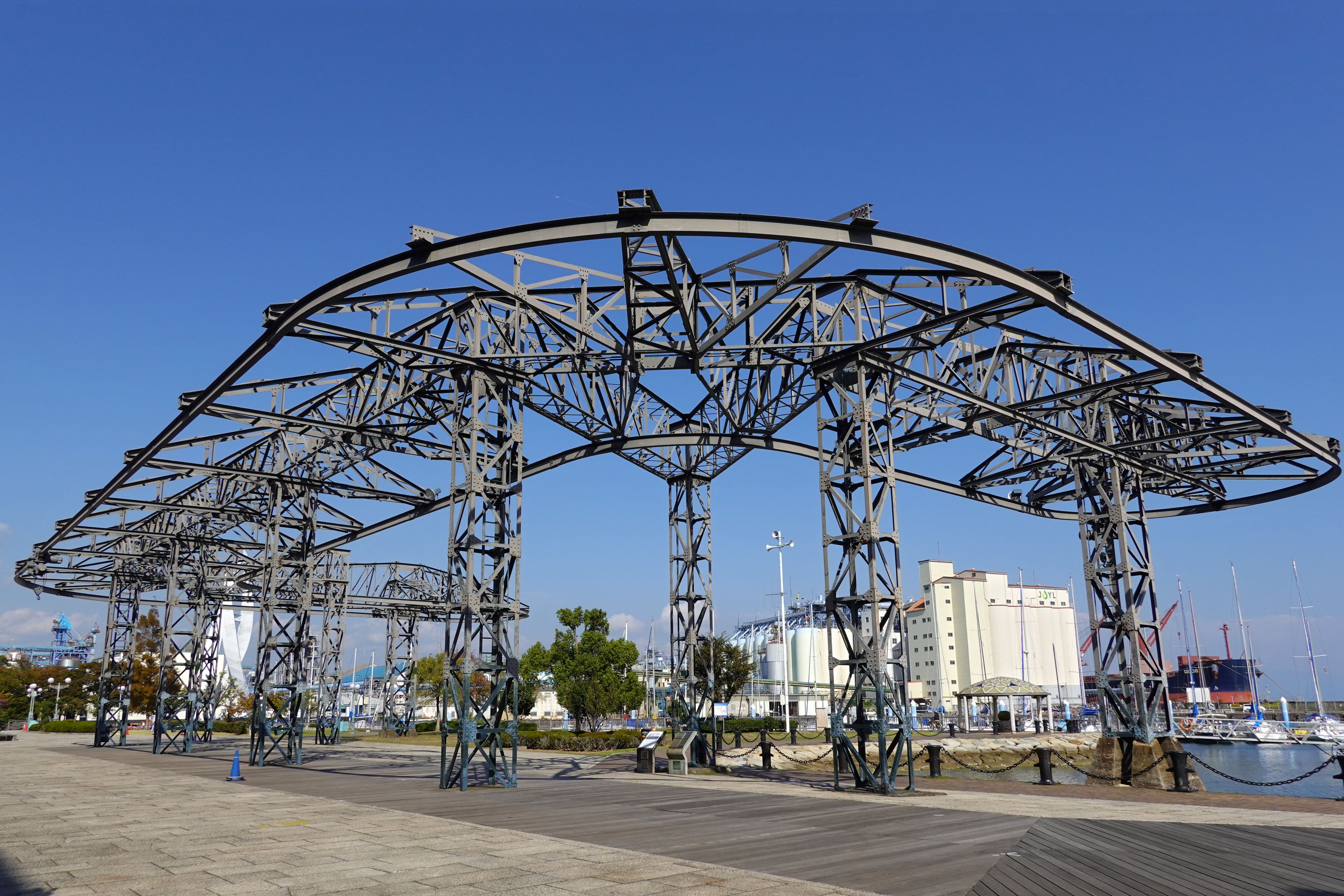
清水港テルファー

清水港の「日の出地区」における、商業施設「エスパルスドリームプラザ」以外の各種の静岡県の公共施設は、「日の出ドリームパーク」として、県から委託された各指定管理者によって管理・運営されている。
- 日の出ドリームパーク
  - 清水マリンパーク
    - 清水港テルファー - 1928年製、国の登録有形文化財
    - 清水マリンパークヨット係留所
    - イベント広場

  - 清水マリンターミナル
  - 清水マリンビル
  - 清水マリンパーキング

## 定期航路

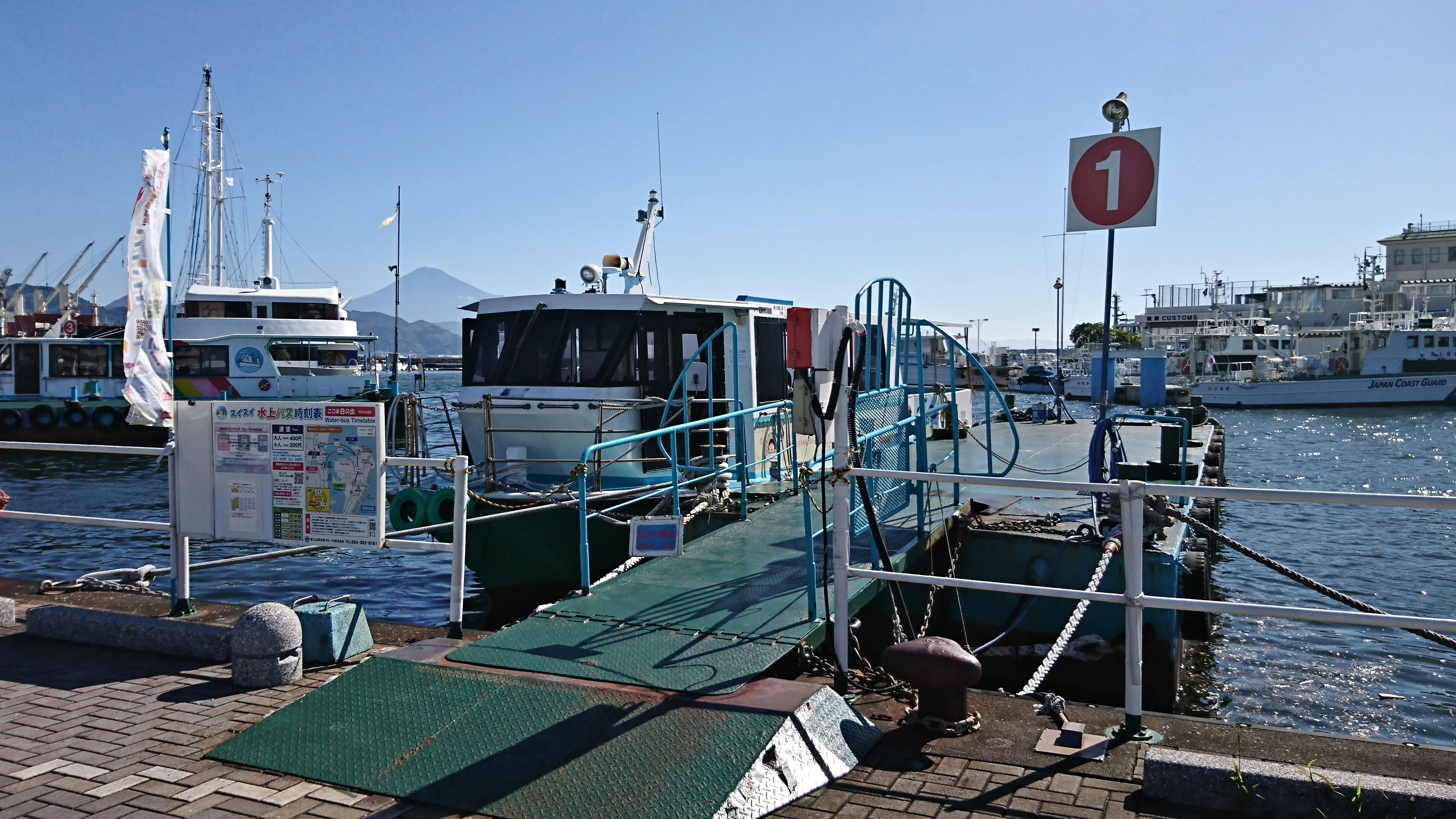
水上バス「日の出」桟橋

- 国際定期コンテナ航路：欧州、北米、アジア等
- 駿河湾フェリー：清水港 - 土肥港
- 水上バス：江尻・日の出埠頭 - 三保塚間、貝島、静岡市清水港海釣り公園
- RO-RO船：清水港（袖師第一埠頭） - 大分港（大在公共埠頭）（川崎近海汽船）

尚、2006年3月まではテクノスーパーライナー「希望」が、清水港と下田港を結んでいたが、廃止された。

## 埠頭
- 新興津埠頭
- 興津第1埠頭
- 興津第2埠頭
- 袖師第1埠頭
- 袖師第2埠頭
- 江尻埠頭
- 日の出埠頭
- 富士見埠頭

## 姉妹港湾・友好港湾
姉妹港湾
 サバンナ港（アメリカ合衆国ジョージア州） - 1986年10月27日姉妹港提携
 トリエステ港（イタリア共和国フリウリ＝ヴェネツィア・ジュリア州） - 2017年8月25日姉妹港提携
友好港湾
 青島港（中華人民共和国山東省） - 1984年4月友好港提携